# Shevuot (Talmud)
Shevuot (en hebreo: שבועות) es el sexto tratado (masechet) del orden de Nezikín de la Mishná, y tiene ocho capítulos. El tratado de Shevuot trata extensivamente sobre los juramentos judiciales y otros, tal y como son nombrados en la Torá en el libro de Levítico. Shevuot forma parte del Talmud de Babilonia y del Talmud de Jerusalén.